# Stanza della Segnatura
La Stanza della Segnatura è uno degli ambienti delle Stanze di Raffaello nei Musei Vaticani. Fu il primo ad essere decorato da Raffaello Sanzio, tra il 1508 e il 1511.

## Storia
L'ambiente prende il nome dal più alto tribunale della Santa Sede, la "Segnatura Gratiae et Iustitiae" (Segnatura di Grazia e Giustizia), presieduto dal pontefice. A giudicare dai temi degli affreschi nonché da testimonianze relative all'appellativo di biblioteca superiore in uso sotto il pontificato del Della Rovere, si suppone che la stanza dovesse essere destinata a servire da studio e biblioteca di Giulio II; in ogni caso subito dopo il termine dei lavori è documentato l'uso che le ha dato il nome e sin dal 1513 il maestro delle cerimonie apostoliche Paride Grassi designa la stanza con il nome che detiene ancora oggi.

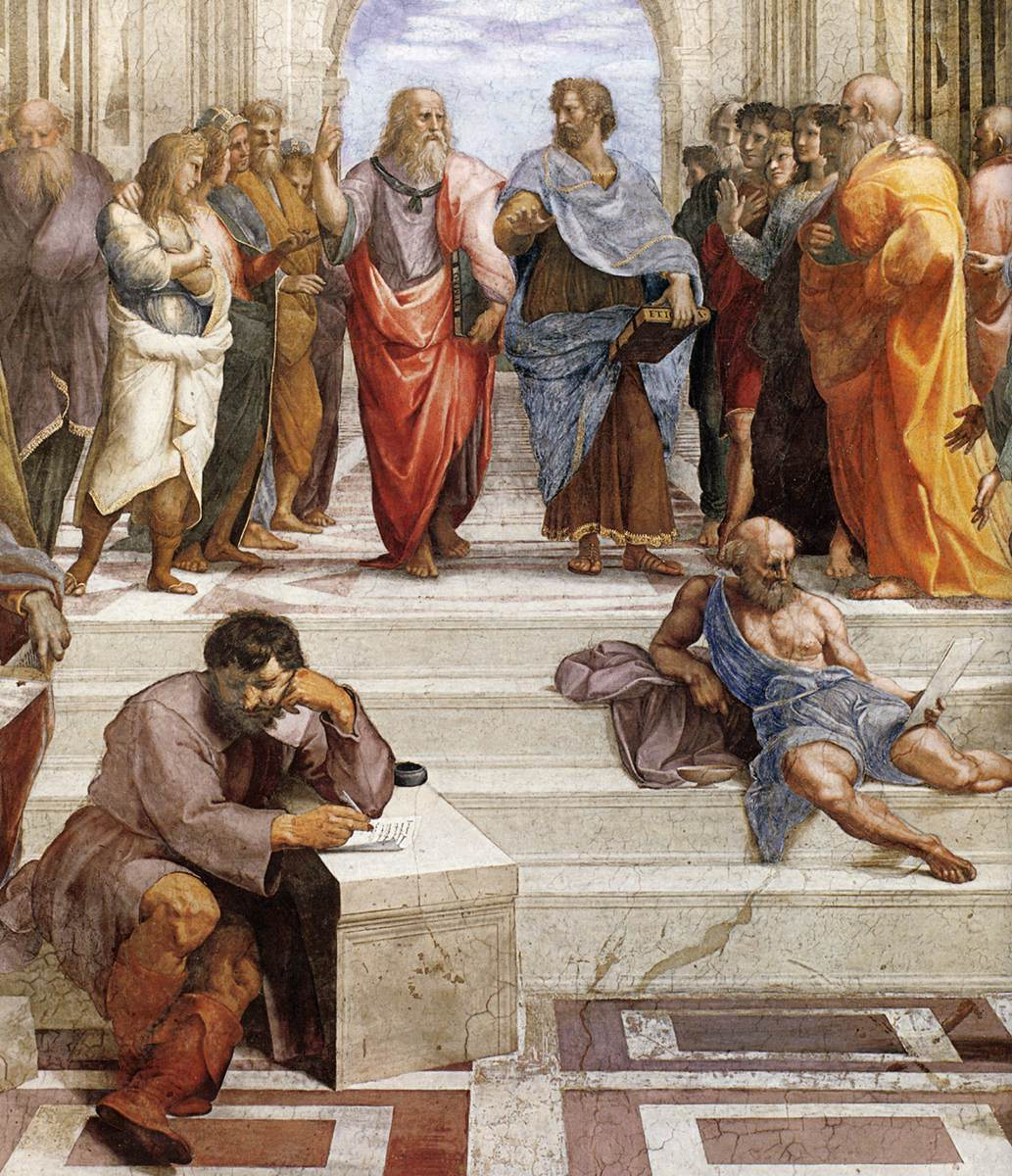
La Scuola di Atene, dettaglio

La decisione del papa di trasferirsi in questi ambienti al piano superiore del Palazzo Apostolico risale al 26 novembre 1507 ed era legata al suo rifiuto di utilizzare gli spazi dell'Appartamento Borgia decorati da Pinturicchio, poiché non voleva essere circondato dalle memorie del suo deprecato predecessore, Alessandro VI.
Inizialmente, Giulio II affida la decorazione dei nuovi ambienti ad un gruppo scelto di artisti, vale a dire Luca Signorelli, il Perugino, Jacopo Ripanda, il Bramantino, Baldino Baldinelli, Cesare da Sesto, il Sodoma, Lorenzo Lotto e Baldassarre Peruzzi. Raffaello, chiamato verosimilmente dal Bramante, architetto della Fabbrica di San Pietro, lasciò Firenze per Roma nell'estate 1508 e integrò il gruppo affiancando «presumibilmente» il Sodoma negli ultimi mesi del 1508. Forse su consiglio dello stesso Bramante e del Pinturicchio, nel 1509 Giulio II maturò la decisione di affidare l'intero progetto decorativo all'artista urbinate non esitando a distruggere tutte le decorazioni precedenti, sia quelle recenti che quelle quattrocentesche, tra cui figuravano affreschi di Piero della Francesca e Bartolomeo della Gatta.
La decorazione raffaellesca si avviò proprio dalla Stanza della Segnatura, nell'ottobre del 1508 ed i lavori vennero conclusi in tre anni, nel 1511, come testimoniano l'iscrizione sul Parnaso e quella sull'architrave della finestra sottostante la lunetta delle Virtù.
Secondo Paolo Giovio il programma iconografico delle prime due Stanze (quella della Segnatura e quella di Eliodoro) venne suggerito dal pontefice stesso e fu probabilmente elaborato da un gruppo di teologi ed umanisti di ambiente pontificio e di matrice neoplatonica, tra i quali gli studiosi individuano la partecipazione di Egidio da Viterbo, Cristoforo Marcello e di Fedra Inghirami. Non è inverosimile però che l'artista, al livello compositivo, abbia comunque avuto una posizione di rilievo nella definizione delle scene, come farebbe pensare la sua perfetta consonanza con l'ambiente culturale della corte pontificia: ne è prova il prestigio e l'indiscussa ammirazione che l'artista riscuoteva dai letterati del tempo.
Sicuro è che le Storie non nacquero di getto: una numerosa serie di disegni preparatori dimostra una lunga e meditata elaborazione, a partire da idee che al principio dovevano essere alquanto vaghe.
La decorazione, come di consueto nei cicli di affreschi, iniziò dalla volta, che poteva dirsi conclusa nel 1508; seguì la Disputa del Sacramento (1509), la Scuola di Atene (1509-1510), il Parnaso (1510-1511) e le Virtù (1511). Di attribuzione incerta sono i quattro monocromi ai lati delle due finestre, ma sicuramente su disegno del Sanzio. Al tempo di Paolo III i pannelli lignei intarsiati del registro inferiore vennero sostituiti con monocromi di Perin del Vaga. Durante la Repubblica Romana instaurata dai giacobini e successivamente nel periodo napoleonico, i francesi elaborarono alcuni piani per staccare gli affreschi e renderli portabili. In fatti, venne espressero il desiderio di rimuovere gli affreschi di Raffaello dalle pareti delle Stanze Vaticane e inviarli in Francia, tra gli oggetti spediti al Musee Napoleon delle spoliazioni napoleoniche, ma questi non vennero mai realizzati a causa delle difficoltà tecniche e i tentativi falliti e disastrosi dei francesi presso la chiesa di San Luigi dei Francesi a Roma.

## Descrizione

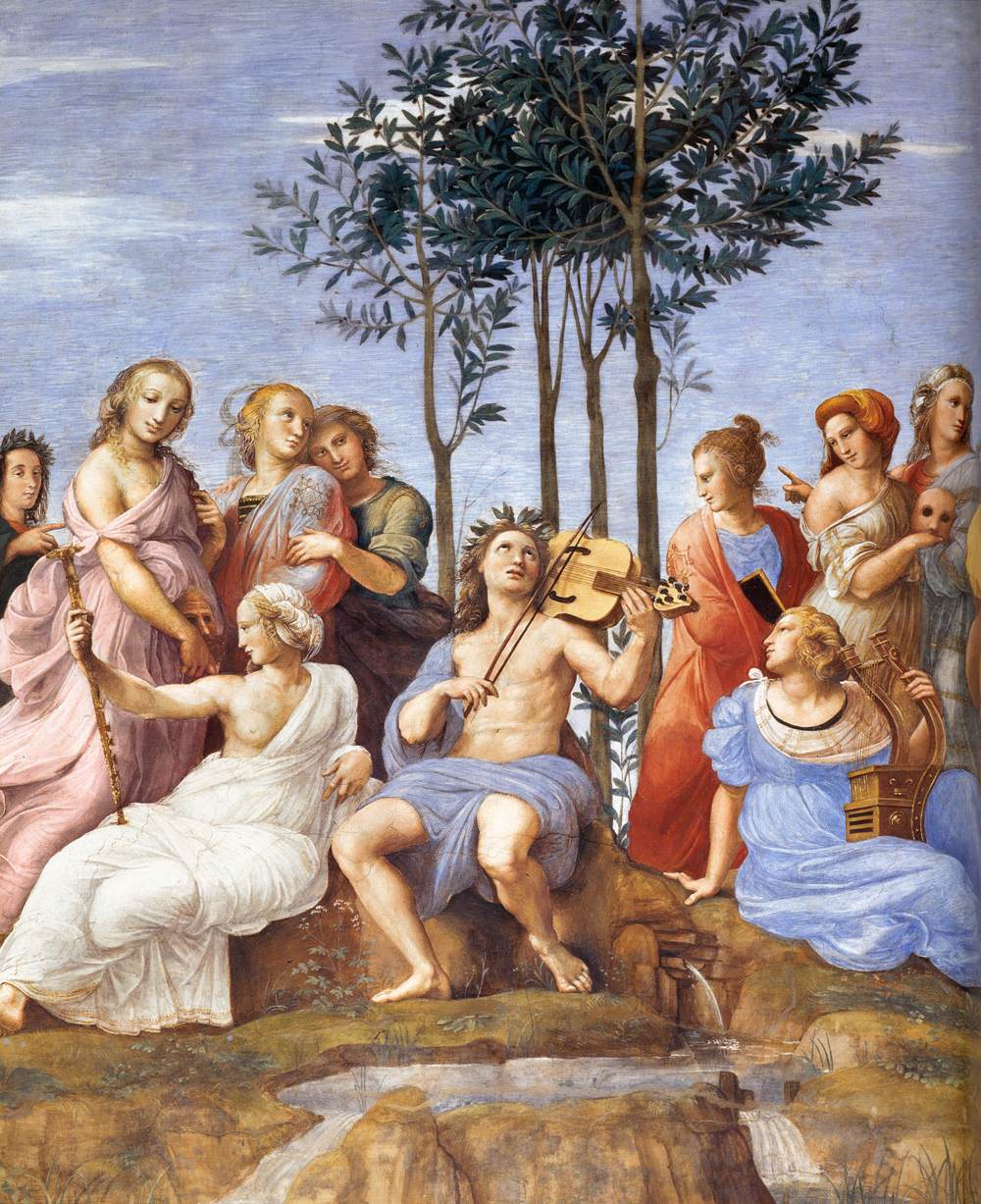
Il Parnaso, dettaglio

Il tema iconografico è quello dell'ordinamento ideale della cultura umanistica, divisa in teologia, filosofia, poesia e giurisprudenza, a ciascuna delle quali è dedicata una parete in corrispondenza della personificazione femminile ritratta nel medaglione della volta. Inoltre vi si può leggere un'esaltazione delle categorie neoplatoniche del Vero, del Bene e del Bello. Il Vero razionale e naturale è rappresentato dalla Scuola di Atene; il Vero teologico (il Vero Supremo, Dio) è rappresentato dalla Disputa del Sacramento; il Bello dal Parnaso; il Bene dalle Virtù e dalla Legge raffigurata nella volta e nella parete delle Virtù, sia come legge canonica (Gregorio IX approva le Decretali), che come legge civile (Triboniano consegna le Pandette a Giustiniano).
Se le pareti mostrano una vasta rappresentazione di uomini illustri, tipicizzati nelle fisionomie, nella volta le scene sono più idealizzate, con le personificazioni del Vero rivelato, del Vero razionale, del Bene e del Bello. Nelle scene principali Raffaello si rifiutò di operare una semplice galleria di ritratti, come avevano fatto ad esempio Perugino nel Collegio del Cambio o Pinturicchio nell'Appartamento Borgia, ma cercò di coinvolgere i personaggi in un'azione, caratterizzandoli con moti ed espressioni. Ciò è particolarmente evidente sin nel primo affresco, la Disputa del Sacramento. Temi tipici del Rinascimento, come la concordanza tra sapienza antica e moderna, pagana e cristiana, la poesia come fonte di rivelazione e conoscenza, la giustizia come culmine delle virtù etiche, vengono così ad essere rappresentate tramite azioni, in maniera del tutto naturale e diretta. Al posto delle rappresentazioni ermetiche dei suoi predecessori, Raffaello creò scene che dovevano apparire concrete ed eloquenti, familiari grazie alla straordinaria padronanza del mezzo pittorico.
Originariamente il registro inferiore, quello ad altezza d'uomo, era decorato, come nella Sala delle Udienze del Collegio del Cambio a Perugia o nello Studiolo di Federico da Montefeltro a Urbino, da un rivestimento a pannelli lignei intarsiati, di cui si occupò, a partire dal 1508, fra' Giovanni da Verona.
Questi gli affreschi alle pareti:
1. Disputa del Sacramento (Teologia)
2. Scuola di Atene (Filosofia)
3. Parnaso (Poesia)
4. Virtù e la Legge, con Gregorio IX approva le Decretali (legge canonica) e Triboniano consegna le Pandette a Giustiniano (legge civile)

### Volta

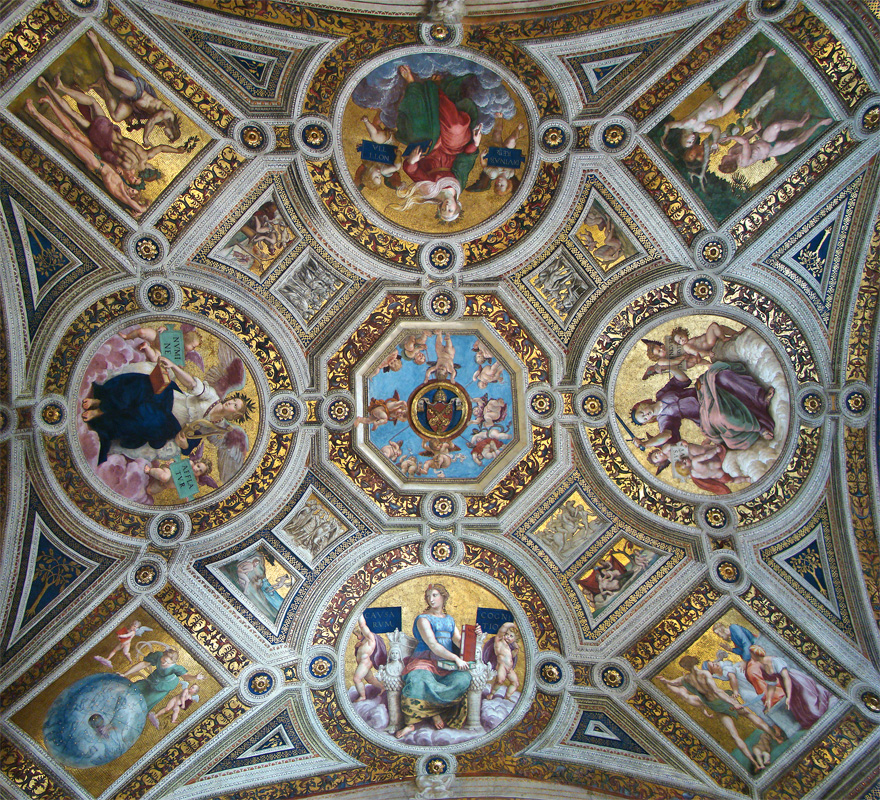
La volta

La volta fu la prima parte ad essere affrescata, dalla fine del 1508. Cornici a grottesche dividono lo spazio in tredici scomparti. Al centro si trova un ottagono con putti che reggono lo stemma papale Della Rovere. Attorno si dispongono quattro troni (diametro 180 cm) con le personificazioni della Teologia, della Giustizia, della Filosofia e della Poesia. Agli angoli si trovano invece quattro riquadri a finto mosaico (120x105 cm ciascuno) con Adamo ed Eva, il Giudizio di Salomone, il Primo moto e Apollo e Marsia.
Tra l'ottagono e i rettangoli si trovano quattro scomparti minori a forma di trapezio con i lati stondati. In ciascuno di essi si trovano due rappresentazioni, di cui quella superiore è a monocromo, a soggetto storico e derivata da Tito Livio, mentre quella inferiore è policroma, a soggetto mitologico e derivata da Igino. Piccoli spazi triangolari, infine, si trovano tra i medaglioni e i quadri principali, decorati da querce roveresche.
Negli scomparti maggiori le figure simulano effetti a rilievo su un fondo oro che imita il mosaico. Le scene rappresentate sono in diretto collegamento con le lunette sottostanti e con gli elementi, ai quali si rifanno anche i putti dipinti sugli arconi di ciascuna lunetta, ciascuno con un emblema che lo caratterizza come genietto di un elemento. Fanno eccezione i putti di aria e fuoco, che appaiono scambiati, e che testimonierebbero un cambiamento di programma in corso d'opera.
Lo schema che si evince è il seguente: 
| Parete | Immagine | Tondo     | Immagine | Riquadro             | Immagine | Lunetta                | Elemento | Putto |
| ------ | -------- | --------- | -------- | -------------------- | -------- | ---------------------- | -------- | ----- |
| Ovest  |          | Teologia  |          | Adamo ed Eva         |          | Disputa del Sacramento | Fuoco    | Aria  |
| Sud    |          | Giustizia |          | Giudizio di Salomone |          | Virtù e la Legge       | Terra    | Terra |
| Est    |          | Filosofia |          | Primo moto           |          | Scuola di Atene        | Acqua    | Acqua |
| Nord   |          | Poesia    |          | Apollo e Marsia      |          | Parnaso                | Aria     | Fuoco |

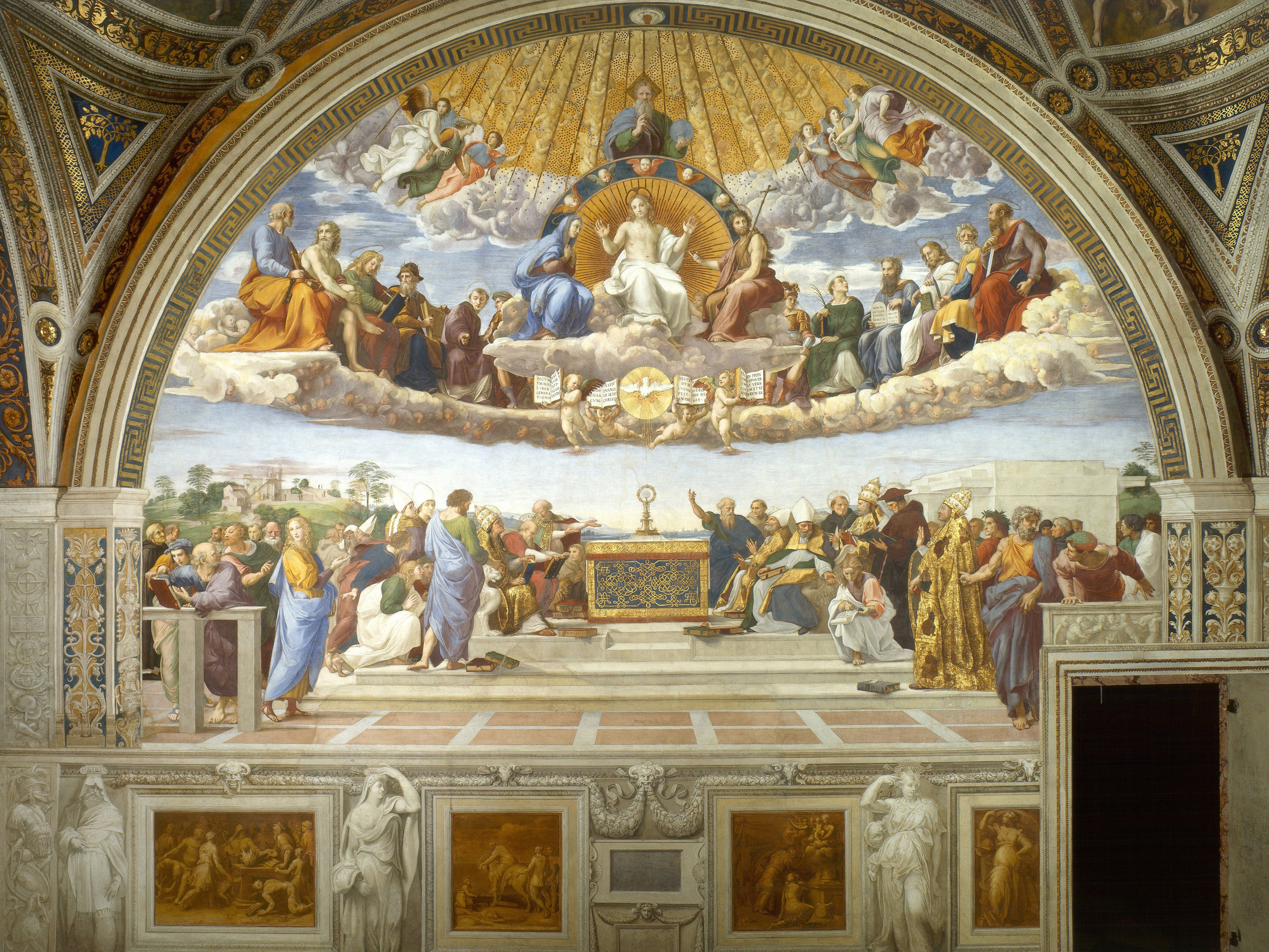
Disputa del Sacramento

Le rappresentazioni minori con scene storiche e il riquadro centrale sono generalmente attribuite al Sodoma. Adolfo Venturi assegnò l'ottagono centrale al Bramantino. Le grottesche inoltre spettano probabilmente allo specialista tedesco Johannes Ruysch.
Sui battenti della porta della stanza (realizzata probabilmente da Giovanni da Udine) venne raffigurato, anni dopo, l'elefante Annone, un animale esotico molto celebre all'epoca, donato a Leone X dal re del Portogallo, e che venne immortalato anche da Giulio Romano in un affresco in Vaticano ora perduto.

### Disputa del Sacramento
Come accennato sopra, nella Disputa del Sacramento Raffaello trasformò la parata di teologi da una semplice galleria di ritratti a un vero e proprio consesso, in cui la Chiesa militante, nella metà inferiore, agisce al cospetto della Chiesa trionfante, nel cerchio di nubi superiore. Lo studio dei numerosi disegni preparatori permette infatti di osservare una progressiva accentuazione della gestualità e del calore emozionale dei personaggi, coordinati comunque da un punto focale, che è rappresentato dall'ostia consacrata sopra l'altare.

### Scuola di Atene

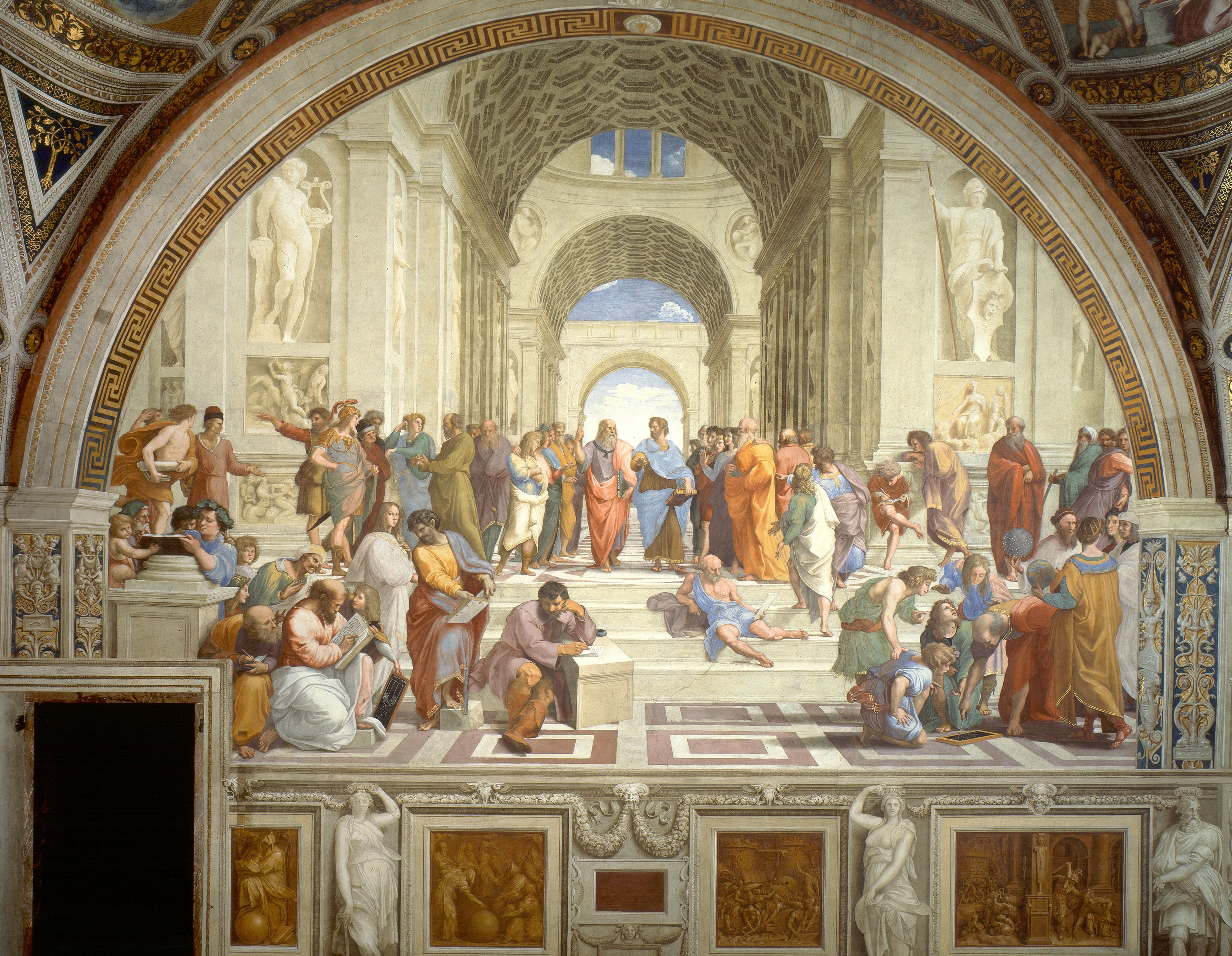
La Scuola di Atene

La Scuola di Atene, dedicata alla filosofia, è ambientata in una profonda navata di un edificio scoperto, ispirato ai progetti di Bramante per la nuova Basilica vaticana, ed evoca l'idea di "tempio della sapienza". Vi si trovano filosofi e saggi dell'antichità raccolti su una gradinata attorno a Platone e Aristotele sul culmine. I gruppi si articolano dinamicamente, concatenando gesti ed espressioni, e rispettando una certa gerarchia simbolica che non irrigidisce però mai la rappresentazione, che appare sempre sciolta e naturale.
A vari personaggi Raffaello affidò le effigi di artisti contemporanei (Leonardo, Michelangelo, Bramante, sé stesso e il Sodoma) come per ribadire la nuova, orgogliosa di dignità intellettuale dell'artista moderno.

### Parnaso

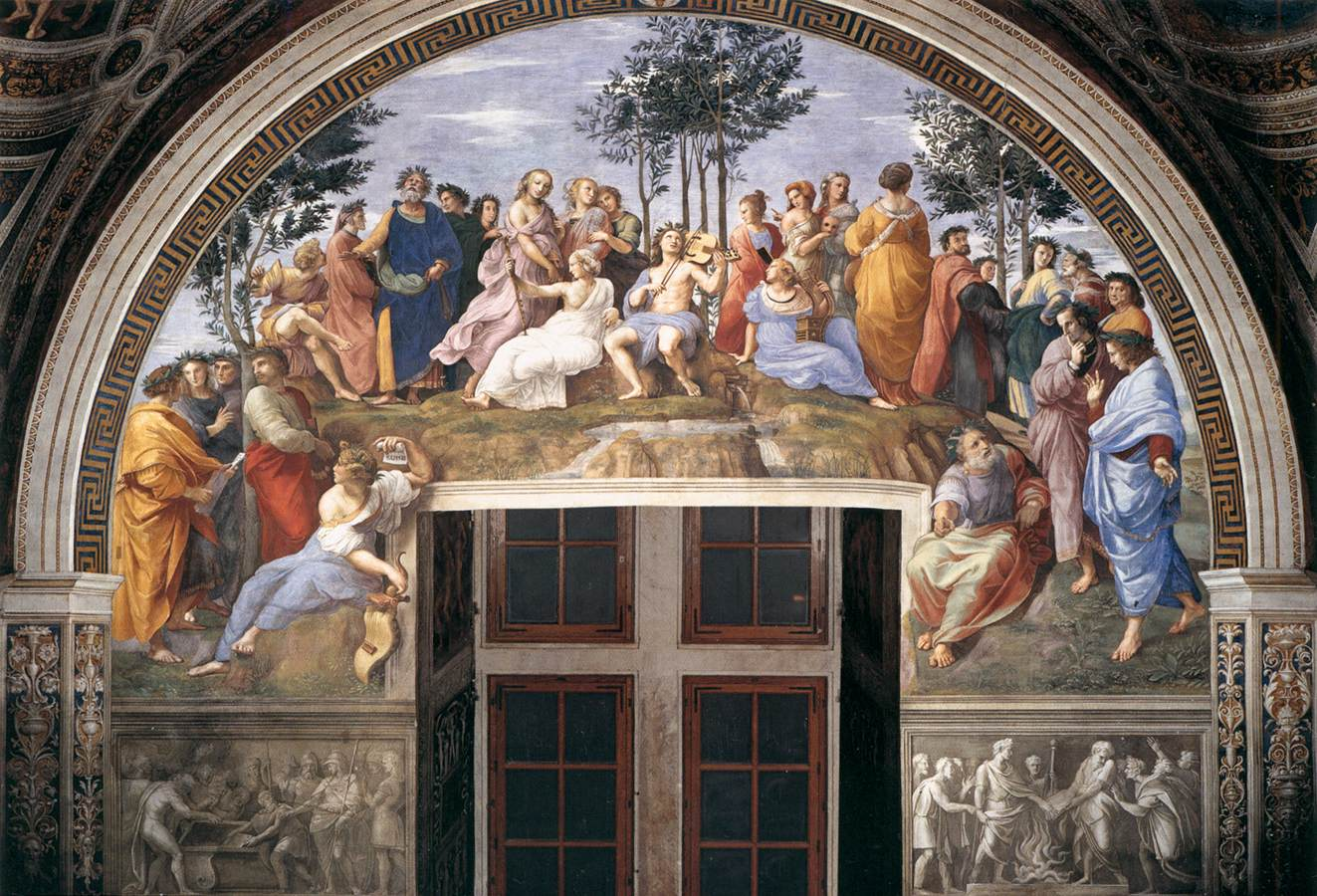
Il Parnaso

Nel Parnaso poeti antichi e moderni si raccolgono attorno ad Apollo e le Muse, con analoghe meccaniche compositive.

### Virtù e la Legge

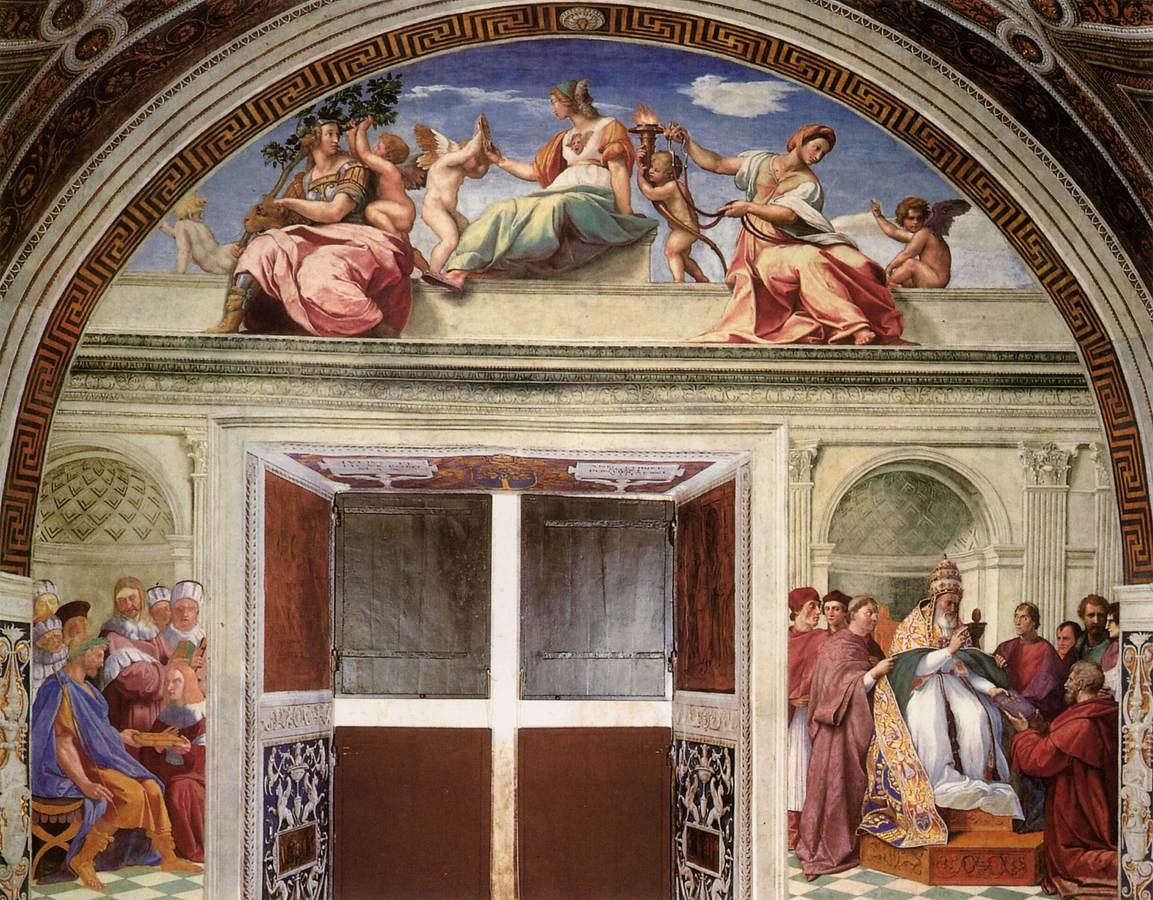
Virtù e la Legge

La lunetta con le Virtù e la Legge, per la forma irregolare, venne spezzata in più rappresentazioni, con le Virtù sulla sommità e in basso, davanti a due nicchie, due scene legate all'applicazione della legge, civile (Triboniano che consegna le Pandette a Giustiniano) e canonica (Gregorio IX approva le Decretali).
Forse la scena di Giustiniano venne eseguita da Lorenzo Lotto su disegni di Raffaello.

### Altre decorazioni
La zoccolatura di Perin del Vaga mostra una serie di riquadri finto legno, incorniciati a monocromo e sormontati da un festone, mentre tra l'uno e l'altro si trovano alcune cariatidi a finto rilievo o tabelle che imitano specchiature di porfido rosso. Sotto la Disputa del Sacramento si trovano le scene di un Sacrificio pagano, la Visione di sant'Agostino del fanciullo in riva al mare e la Sibilla Tiburtina che mostra la Vergine ad Augusto. Sotto le Virtù e la Legge Solone che arringa il popolo ateniese (sinistra) e Mosé che porta agli Ebrei le tavole della Legge (destra). Sotto la Scuola di Atene la Filosofia, i Magi che discutono circa la sfera celeste, la Morte di Archimede e assedio di Siracusa. Sotto il Parnaso tarsie dipinte a imitazioni di dossali.
Nel pavimento a mosaico in stile cosmatesco si vedono gli emblemi di Niccolò V e Leone X, nonché il nome di Giulio II.